# بيشارت عبدو راحيمي
بيشارت عبدو راحيمي (مواليد 31 يوليو 1990) هو لاعب كرة قدم. يلعب مع منتخب جمهورية مقدونيا لكرة القدم منذ عام 2014.

## وصلات خارجية
- بيشارت عبدو راحيمي على موقع الاتحاد الأوربي (الإنجليزية)
- بيشارت عبدو راحيمي على موقع اتحاد كرواتيا (الكرواتية)
- بيشارت عبدو راحيمي على موقع رابطة كرة القدم اليابانية للمحترفين (اليابانية)
- بيشارت عبدو راحيمي على موقع قاعدة بيانات كرة القدم.إي يو (الإنجليزية)
- بيشارت عبدو راحيمي على موقع ناشيونال فوتبول تيمز (الإنجليزية)
- بيشارت عبدو راحيمي على موقع Soccerway.com (الإنجليزية)
- بيشارت عبدو راحيمي على موقع عالم كرة القدم.نت (الإنجليزية)
- بيشارت عبدو راحيمي على موقع كووورة
- بيشارت عبدو راحيمي على موقع AS.com (الإسبانية)

- National Football Teams